# Eccardo II di San Gallo
Eccardo II, in tedesco Ekkehard II., chiamato anche Ekkehardus Palatinus, (... – 23 aprile 990) fu un monaco dell'abbazia di San Gallo.
Egli divenne monaco da ragazzo verso la metà del X secolo e divenne noto come scrittore di sequenze.

## Biografia
Era il nipote di Eccardo I (Ekkehardus Decanus). Verso il 973 fu chiamato a Hohentwiel da Edvige/Hadwig, vedova del duca Burcardo III di Svevia, per insegnarle il latino. Edvige/Hadwig in seguito aprì la strada a Eccardo per entrare a far parte della corte imperiale come cappellano di suo zio Ottone I. La sua ultima posizione fu quella di prevosto della cattedrale di Magonza. Morì il 23 aprile 990.
L'insolita carriera di Eccardo ed il suo rapporto privilegiato con la duchessa di Svevia suscitarono un vivo interesse tra i confratelli di San Gallo. Due generazioni dopo la morte di Eccardo Eccardo IV lo incluse nelle sue storie del monastero, i Casus sancti Galli.

## Ricezione
La vita di Eccardo è descritta nel romanzo storico Ekkehard del 1855 di Joseph Victor von Scheffel, che divenne un libro di culto dell'era guglielmina.
Dopo il romanzo, Johann Joseph Abert scrisse un'opera con lo stesso nome, eseguita per la prima volta nell'ottobre 1878 all'Hofoper di Berlino.
Nel corso del boom medievale degli anni '80 e '90, il materiale venne ripreso nella serie televisiva in sei parti Ekkehard dal 1989 al 1990 (basata sul romanzo di Joseph Victor von Scheffel e co-scritta e diretta da Diethard Klante, prodotta da André Libik, RB, 1989).